# غراهام كلارك (لاعب كريكت)
غراهام كلارك (16 مارس 1993 في المملكة المتحدة - ) (بالإنجليزية: Graham Clark)‏ هو لاعب كريكت بريطاني. لعب مع نادي مقاطعة دورهام للكريكت ‏.

## وصلات خارجية
- غراهام كلارك على موقع إي آس بي آن كريك إنفو (الإنجليزية)